# Assaut de la prison d'Ayacucho
 (mai 2023).
La mise en forme du texte ne suit pas les recommandations de Wikipédia : il faut le « wikifier ».
Les points d'amélioration suivants sont les cas les plus fréquents. Le détail des points à revoir est peut-être précisé sur la page de discussion.
- Les titres sont pré-formatés par le logiciel. Ils ne sont ni en capitales, ni en gras.
- Le texte ne doit pas être écrit en capitales (les noms de famille non plus), ni en gras, ni en italique, ni en « petit »…
- Le gras n'est utilisé que pour surligner le titre de l'article dans l'introduction, une seule fois.
- L'italique est rarement utilisé : mots en langue étrangère, titres d'œuvres, noms de bateaux, etc.
- Les citations ne sont pas en italique mais en corps de texte normal. Elles sont entourées par des guillemets français : « et ».
- Les listes à puces sont à éviter, des paragraphes rédigés étant largement préférés. Les tableaux sont à réserver à la présentation de données structurées (résultats, etc.).
- Les appels de note de bas de page (petits chiffres en exposant, introduits par l'outil «  Source ») sont à placer entre la fin de phrase et le point final[comme ça].
- Les liens internes (vers d'autres articles de Wikipédia) sont à choisir avec parcimonie. Créez des liens vers des articles approfondissant le sujet. Les termes génériques sans rapport avec le sujet sont à éviter, ainsi que les répétitions de liens vers un même terme.
- Les liens externes sont à placer uniquement dans une section « Liens externes », à la fin de l'article. Ces liens sont à choisir avec parcimonie suivant les règles définies. Si un lien sert de source à l'article, son insertion dans le texte est à faire par les notes de bas de page.
- La présentation des références doit suivre les conventions bibliographiques. Il est recommandé d'utiliser les modèles {{Ouvrage}}, {{Chapitre}}, {{Article}}, {{Lien web}} et/ou {{Bibliographie}}. Le mode d'édition visuel peut mettre en forme automatiquement les références.
- Insérer une infobox (cadre d'informations à droite) n'est pas obligatoire pour parachever la mise en page.

Pour une aide détaillée, merci de consulter Aide:Wikification.
Si vous pensez que ces points ont été résolus, vous pouvez retirer ce bandeau et améliorer la mise en forme d'un autre article.
L' assaut de la prison d'Ayacucho est un incident survenu dans la ville péruvienne d'Ayacucho le 2 mars 1982. Un groupe de 150 membres du sentier lumineux, a organisé des assauts simultanés contre deux postes de police locaux avant de lancer un assaut contre une prison péruvienne, entraînant la libération de 255 détenus. Après une bataille de 5 heures, 16 personnes, dont deux gardiens de prison, ont été tuées et 12 personnes ont été blessées.

## Le choix de la prison
Les raisons qui ont poussé la guérilla à attaquer cette prison étaient :
- Un nombre important de leurs membres avaient été capturés, notamment Hildebrand Huarancca Perez, Edith Lagos Carlos Alcantara, Eucario Najarro, Amilcar Urday Maximilian Urday, Isabel Sanches Cobarrubias et Nelly Diaz Chavez.
- La libération de 70 détenus était le coup le plus audacieux du sentier lumineux pour démoraliser les forces de l'ordre.
- L'assaut s'est déroulé à quelques jours de la deuxième conférence nationale du sentier lumineux, qui a été inaugurée par la célébration de la libération du premier contingent de prisonniers.

## Planification opérationnelle
Guzmán a mis en pratique ce qu'il a appris à l'École politico-militaire de Nankin en formant des militants latino-américains. Abimael Guzman planifia en secret quelque part à Lima, l'assaut de la prison d'Ayacucho.

### Actions de la Garde républicaine du Pérou
En mars 1982, les services de renseignement de la Garde républicaine du Pérou signalent une attaque armée imminente contre la prison Huamanga Gagliani. Le ministre de l'Intérieur en a été informé et a donc renforcé la prison avec 20 hommes. Le ministre de l'intérieur a aussi ordonné que des mesures soient prises auprès du chef de département de la garde républicaine, le commandant Victor de la Cruz. L'état-major du renseignement de la garde républicaine à Lima a contacté le lieutenant sud Herbert, chef de la prison de Huamanga Rosember , qui a donné l'alarme. Les renforts sont arrivés, mais le commandant, Victor de la Cruz, a décidé de se reposer dans ses quartiers.
Les autres chefs de police, le colonel Carlos Delgado Matallana de la garde civile et le colonel du département de police Andes Morales Vega n'avaient pas reçu d'informations claires sur l'éventuelle attaque.

## Mise en œuvre
Le 27 février, les rebelles du sentier lumineux ont passé en revue les plans de l'attaque. La nuit du 28 février 1982, le plan échoue. Conformément aux dispositions, les prisonniers se sont révoltés. Les assaillants étaient sur leurs positions, mais n'ont jamais eu le camion pour secourir les prisonniers. L'action fut annulée. La police anti-émeute a été appelée. Il y a eu trois morts et trois rebelles grièvement blessés et envoyés à l'hôpital régional de Huamanga. Guzman demanda à nouveau d'attaquer la prison de Huamanga, à la stupéfaction des combattants.
À 19h00 le 2 mars, trois rebelles déguisés en policiers, ont convaincu un chauffeur de camion de les transporter. Les combattants ont commencé leurs tâches et le camion a été garé à l'arrière de la prison.
Vers 23 h 30 environ, il y a eu une panne d'électricité à Huamanga et plusieurs explosions ont été entendues, des rebelles ont ouvert le feu sur différentes unités basées à Huamanga. Des combattants sont sortis de leurs cachettes et ont été répartis dans la ville pour perpétrer trois attaques simultanées de grande ampleur contre le siège de la garde civil péruvienne, le chef de la police d'investigation, le quartier général de la garde républicaine du Pérou et, encore une fois, la prison. Ils ont également attaqué les domiciles du préfet du département et du président de la Cour supérieure d'Ayacucho. La ville était protégée par plus de 300 policiers, installés en trois endroits. La caserne appelée « BIM 51», abritait trois cents soldats et se trouvait à quatre kilomètres de la prison. Dans le même temps, la prison disposait de 20 gardiens dont seulement 7 étaient dans la prison au moment des faits.
Les rebelles ont grimpé avec des échelles et des cordes jusqu'aux murs de la prison. Ils se sont frayé un chemin en dynamitant les portes et les murs. Les prisonniers ont rejoint les assaillants.
Dans les rues d'Ayacucho, des groupes de rebelles ont pourchassé les policiers.

## Conséquences
- Le lendemain matin, la police a tué trois des cinq prisonniers à l'hôpital public de Huamanga.
- La combinaison des deux actions, l'attaque de la prison et l'exécution de randonneurs hospitalisés, a donné aux rebelles une victoire médiatique.
- Ce jour-là, le ministre de l'Intérieur, Joseph Giaglini Schiafino, était sur le point de démissionner.
- L'assaut contre la prison de Huamanga a forcé les observateurs à considérer le parti communiste du Pérou comme une menace terroriste.
- Les rebelles ont créé un environnement d'insécurité au sein du gouvernement.
- Cet évènement marque l'entrée des forces armées dans la lutte contre la rebellions et le début des opérations de renseignement.
- Le 27 décembre 1982, le président Fernando Belaunde Terry donne un ultimatum de 72 heures de PCP pour déposer les armes. Les rebelles ont rejeté la demande et le 30 décembre, le gouvernement a confié aux forces armées le contrôle de la zone d'Ayacucho.